# Sophia Loren
Sophia Loren, geboren als Sofia Villani Scicolone (Rome, 20 september 1934), is een Italiaans actrice. Ze won in 1962 een Academy Award voor haar hoofdrol in het Italiaans-Franse oorlogsdrama La ciociara. Daarnaast werden haar meer dan 45 andere acteerprijzen toegekend, waaronder verschillende Golden Globes, een BAFTA Award en de prijs voor beste actrice op het Filmfestival van Cannes.

## Vroege leven
Loren werd geboren in Rome als de dochter van Romilda Villani (1910-1991) en Riccardo Scicolone. Het paar kreeg nog een dochter Maria in 1938 maar ze waren niet getrouwd en Riccardo liet zijn gezin in de steek. Sofia en Maria groeiden met hun moeder op bij hun grootmoeder in Pozzuoli in de buurt van Napels. Tijdens de Tweede Wereldoorlog werd Pozzuoli verscheidene keren gebombardeerd en Sofia werd door een shrapnel verwond aan haar kin. Hierna verhuisde het gezin naar familieleden in Napels. Na de oorlog keerden ze terug naar Pozzuoli, waar haar grootmoeder een bar opende.

## Carrière

### Beginjaren

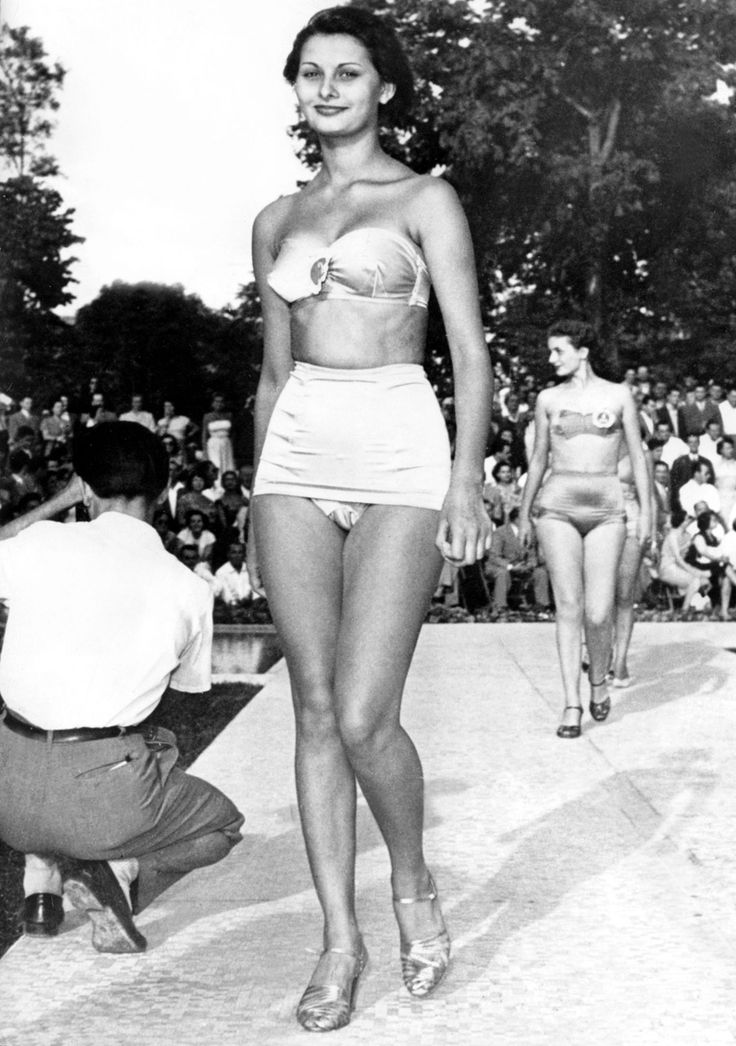
Loren in een schoonheidswedstrijd

Op veertienjarige leeftijd nam ze deel aan de schoonheidsverkiezing Miss Italia, die ze echter niet won. Ze nam acteerlessen en werd geselecteerd als figurant in de sandalenfilm Quo Vadis. Nadat ze eerst de artiestennaam Sofia Lazzaro aannam veranderde ze deze in 1952 in Sophia Loren. In 1953 speelde ze in de historische muziekfilm Aida haar eerste hoofdrol. Haar doorbraakrol maakte ze in de tragikomische anthologiefilm L'oro di Napoli van Vittorio De Sica. Ze verscheen hierna in verscheidene films als tegenspeelster van Marcello Mastroianni. In 1957 maakte ze haar debuut in Hollywood met de film Boy on a dolphin. Daarna volgden de avonturenfilm Legend of the Lost met John Wayne en de historische oorlogsfilm The Pride and the Passion met de grote sterren Cary Grant en Frank Sinatra.

### Internationale faam

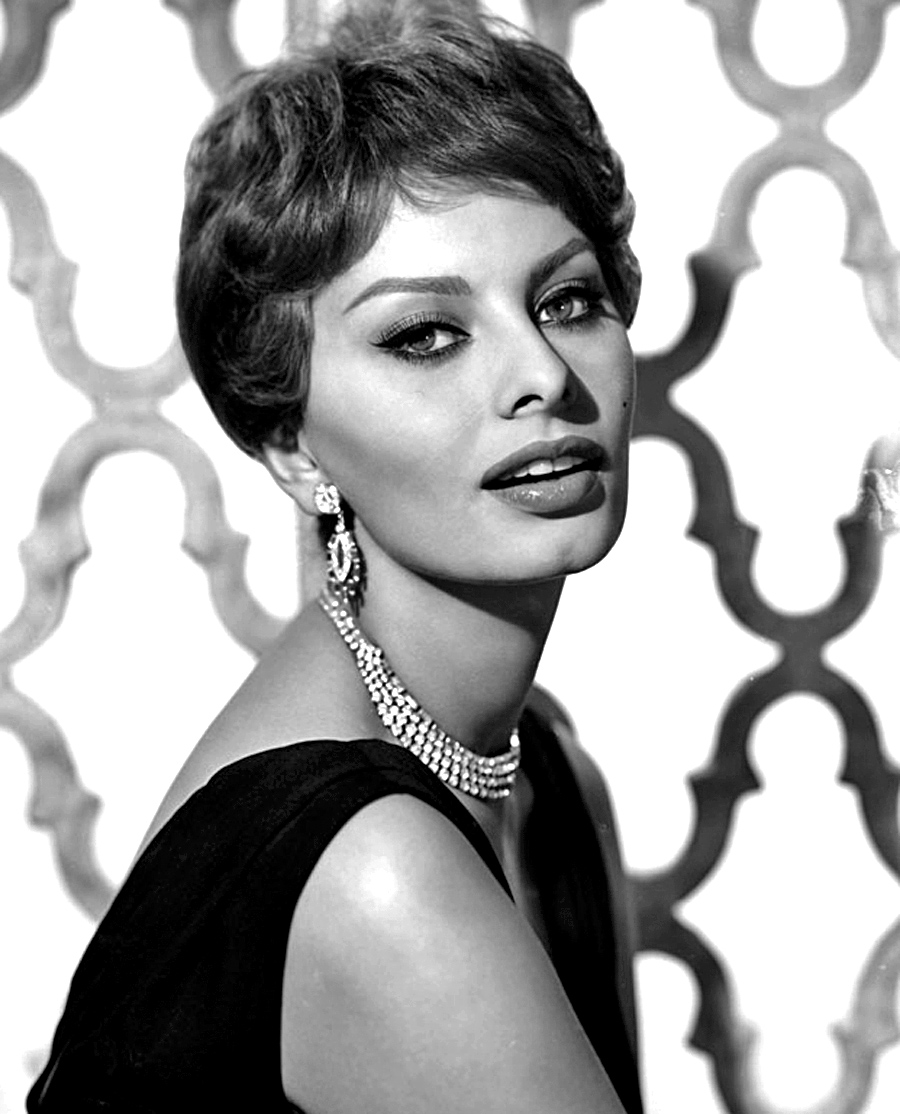
Loren in 1959

Loren werd een internationale filmster na haar contract met Paramount Pictures in 1958 waarvoor ze vijf films zou maken. In het romantisch drama Desire Under the Elms speelde ze samen met Anthony Perkins, in de romantische komedie Houseboat speelde ze weer met Cary Grant en in de western Heller in Pink Tights verscheen ze voor het eerst als blondine aan de zijde van Anthony Quinn. In 1961 speelde ze in La ciociara van Vittorio De Sica, een Frans-Italiaanse oorlogsfilm met ook Jean-Paul Belmondo. De prestatie van Loren werd geroemd en ze won een prijs op het Filmfestival van Cannes en ontving zelfs een Oscar voor Beste Actrice. Het was de eerste keer dat een Italiaanse actrice een grote Oscar won en het was ook de eerste keer dat deze ging naar een actrice die geen Engels sprak in de film. In totaal won ze 22 prijzen voor de film. De film werd door de critici extreem goed onthaald en was een groot commercieel succes.
In de jaren zestig was ze een van de populairste actrices in de wereld en ze bleef films maken in Amerika en Europa. In 1964 bereikte haar carrière een hoogtepunt toen ze 1 miljoen dollar kreeg voor haar rol in het episch historisch drama The Fall of the Roman Empire. In 1965 werd ze opnieuw genomineerd voor een Oscar voor de romantische komedie Matrimonio all'italiana, opnieuw onder regie van De Sica.
Enkele van Lorens bekendste films tijdens haar hoogtijdagen zijn El Cid met Charlton Heston, The Millionairess (1960) met Peter Sellers, It Started in Naples (1960) met Clark Gable, Ieri, oggi, domani (1963) met Marcello Mastroianni, Peter Ustinov's Lady L (1965) met Paul Newman, Arabesque met Gregory Peck, en Charlie Chaplin's laatste film A Countess from Hong Kong (1967) met Marlon Brando. Tussen 1964 en 1977 won ze vier keer de Golden Globe Award voor World Film Favorite. In de romantische komedie The Millionairess moest het personage van Peter Sellers niet veel weten van Loren, maar in het echte leven werd hij smoorverliefd op haar en scheidde zelfs van zijn vrouw. Loren heeft echter altijd ontkend dat er ook maar enige vorm van een relatie was tussen hen, er was enkel een platonische band.

### 1970-1988

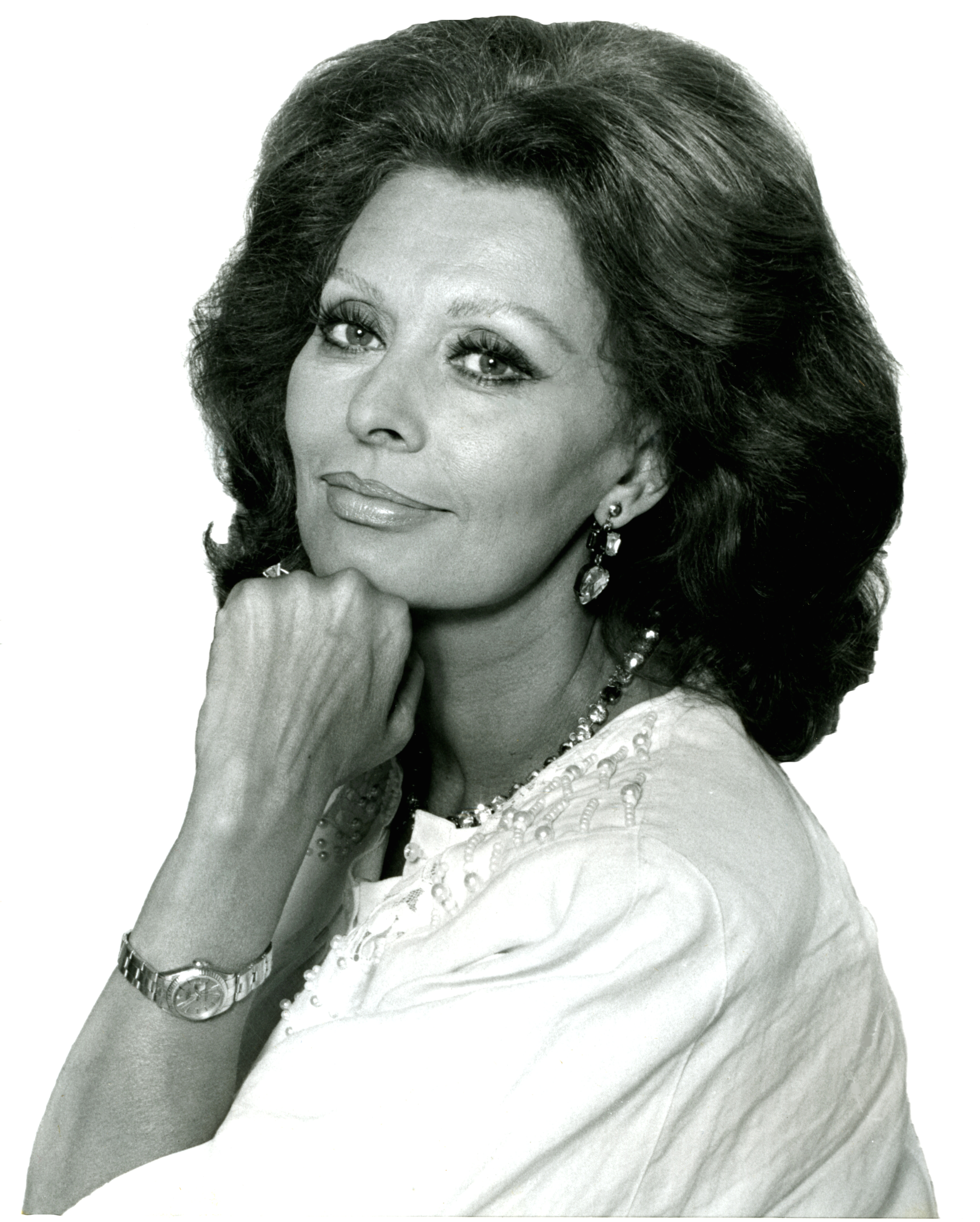
Loren in 1986

In 1968 werd ze voor het eerst moeder waardoor ze minder begon te werken. In de jaren zeventig speelde ze voornamelijk mee in Italiaanse films. In 1970 speelde ze in het drama I girasoli, dat voor een Oscar genomineerd werd. In 1971 verscheen Lorens kookboek In cucina con amore (in het Nederlands uitgegeven als Koken con Amore) met een verzameling recepten uit de Napolitaans-Italiaanse keuken, afgewisseld met enkele exotische gerechten. In 1972 speelde ze Dulcinea in de muziekfilm Man of La Mancha van Arthur Hiller. Hoewel de film voor een aantal prijzen genomineerd werd was het een commerciële flop en kreeg de film ook veel kritiek. In 1974 speelde ze samen met Richard Burton in het drama Il viaggio, de laatste film geregisseerd door De Sica. Datzelfde jaar speelde ze ook nog met Burton in Brief Encounter. In 1976 speelde ze ook een grote rol in de Britse rampenfilm The Cassandra Crossing met in de sterrencast onder meer Richard Harris, Martin Sheen, Burt Lancaster, Ava Gardner en O.J. Simpson. In 1977 speelde ze opnieuw met Marcello Mastroianni in Una giornata particolare. De film kreeg elf internationale prijzen en werd ook genomineerd voor de Oscar voor beste acteur en de Oscar voor beste buitenlandse film. De film won de Golden Globe en de César voor beste buitenlandse film. Ze won ook voor de zevende keer de Premi David di Donatello. De film werd ook een succes in Amerika.
Na dit succes speelde ze de hoofdrol in de Amerikaanse thriller Brass Target. Deze film kreeg gemengde kritieken en was een gematigd succes in Amerika en in andere landen. In 1978 won ze haar vierde Golden Globe
In 1980 verscheen de biografie Sophia Loren: Living and Loving, Her Own Story, geschreven door A. Hotchner. In de verfilming voor televisie speelde Loren zichzelf en haar moeder. In 1981 was ze de eerste vrouwelijk ster die haar eigen parfum lanceerde. In 1982 kwam ze in het nieuws omdat ze achttien dagen in de gevangenis zat na belastingontduiking. Dit bracht haar carrière evenwel geen schade toe en in 2013 werd ze hiervoor vrijgesproken.
In de jaren tachtig acteerde ze wel minder. Ze wees in 1981 de rol van Alexis af in Dynasty. In 1984 zou ze wel dertien afleveringen meespelen in Falcon Crest als Francesca Gioberti, de halfzus van Angela Channing, maar de onderhandelingen liepen spaak op het laatste moment en de rol ging naar Gina Lollobrigida. Ze besteedde meer tijd aan het opvoeden van haar zonen. In 1988 speelde ze in de miniserie The Fortunate Pilgrim.

### Latere carrière
In 1991 kreeg ze de Academy Honorary Award voor haar bijdrage aan de wereldcinema. In 1995 kreeg ze de Golden Globe Cecil B. DeMille Award. In 1993 reikte ze zelf de Honorary Award uit aan Federico Fellini. In 2009 verklaarde ze dat Fellini haar gevraagd had voor een film net voor hij stierf. Loren begon steeds minder te acteren en werd ook actief in andere zaken zoals kookboeken, juwelen en parfum.
In 1994 kreeg ze nog een nominatie voor een Golden Globe voor haar rol in Prêt-à-Porter, waarin ook Julia Roberts speelde. In 1995 speelde ze een femme fatale in Grumpier Old Men, waarin ook Walter Matthau, Jack Lemmon en Ann-Margret speelden. De film was een groot kassasucces en de beste film van Loren in Amerika in jaren.
Op het Internationaal filmfestival van Moskou in 1997 kreeg ze een prijs voor haar hele carrière. Ook in 2001 kreeg ze een speciale prijs op het Internationaal filmfestival van Montreal. In 2002 draaide ze voor de film Between Strangers in Canada, een film die door haar zoon Edoardo geregisseerd werd. Twee jaar later speelde ze opnieuw in Canada voor de miniserie The Lives of the Saints.
Tijdens de openingsceremonie van de Olympische Winterspelen 2006 in Turijn was Loren een van de acht vrouwen die de olympische vlag het stadion in mochten dragen.
Na vijf jaar stilte maakte ze in 2009 opnieuw een Amerikaanse film, Nine, waarin onder andere ook Daniel Day-Lewis, Penélope Cruz, Kate Hudson, Marion Cotillard en Nicole Kidman speelden. Als deel van de cast kreeg ze een nominatie voor de Screen Actors Guild Awards.
In 2010 speelde ze haar eigen moeder in de Italiaanse miniserie over haar leven, La Mia Casa È Piena di Specchi , gebaseerde op de memoires van haar zuster Maria.
In 2020 speelde Sophia Loren, op 86-jarige leeftijd, in La vita davanti a sé een Holocaust overlevende. De film werd geregisseerd door haar zoon Edoardo Ponti. De film is gebaseerd op de roman The Life Before Us van de Franse auteur Romain Gary. 

## Privé
Loren woont sinds 2006 voornamelijk in het Zwitserse Genève. Ze heeft ook huizen in Napels en Rome.
In 1950 leerde ze Carlo Ponti kennen, zij was toen 15 en hij 37. Ze huwden in 1957, Ponti was echter ook nog met zijn eerste vrouw Giuliana Fiastri getrouwd omdat het Italiaanse recht geen scheiding erkende. In 1962 lieten ze hun huwelijk ongeldig verklaren om aanklachten tegen bigamie te ontwijken. Nadat de drie het Franse staatsburgerschap verkregen, hertrouwden Loren en Ponti in 1966 en bleven ze samen tot zijn overlijden in 2007. Samen kregen ze in 1968 zoon Carlo jr. en in 1973 zoon Edoardo.
Haar zuster Anna huwde in 1962 met Romano Mussolini, de jongste zoon van Benito Mussolini.

## Filmografie
- Bibsys: 90933655
- Biblioteca Nacional de Chile: 000034686
- Biblioteca Nacional de España: XX981941
- Bibliothèque nationale de France: cb119394671 (data)
- Catàleg d'autoritats de noms i títols de Catalunya: 981058527360306706
- CiNii: DA10093074
- Gemeinsame Normdatei: 118574302
- International Standard Name Identifier: 0000 0003 6856 1843
- Library of Congress Control Number: n50042300
- Nationale Bibliotheek van Letland: 000244977
- MusicBrainz: c9956945-54dc-450c-97ea-d024bfca2e34
- National Archives and Records Administration: 10580530
- Bibliotheek van het Japanse parlement: 00448029
- Nationale Bibliotheek van Tsjechië: jn20000701074
- Nationale bibliotheek van Australië: 35312952
- Nationale Bibliotheek van Israël: 987007445369905171
- Nationale Bibliotheek van Polen: a0000001187471
- Nationale en Universitaire bibliotheek Zagreb: 000325684
- Nederlandse Thesaurus van Auteursnamen: 072332972
- Réseau des bibliothèques de Suisse occidentale: 02-A003530930
- Istituto Centrale per il Catalogo Unico: CFIV061582
- SNAC: w6rr2hbp
- Système universitaire de documentation: 027328775
- Trove: 907898
- Virtual International Authority File: 115103987
- WorldCat: E39PBJqfMqXrcHMhrCjmyCT4MP